# Phiếu lãi
Trong tài chính, phiếu lãi (coupon) là khoản lãi bằng tiền mà trái chủ nhận được kể từ ngày phát hành trái phiếu cho đến ngày trái phiếu đáo hạn.
Phiếu lãi thường được nhắc tới cùng với “lãi suất coupon”, được tính bằng cách cộng tổng giá trị các phiếu lãi mỗi năm và chia cho mệnh giá của trái phiếu. Ví dụ, nếu một trái phiếu có mệnh giá là 1000$ và lãi suất coupon là 5%, thì mỗi năm sẽ có tổng phiếu lãi là 50$. Thông thường, khoản lãi này sẽ được trả mỗi nửa năm, mỗi lần trả 25$.

## Lịch sử

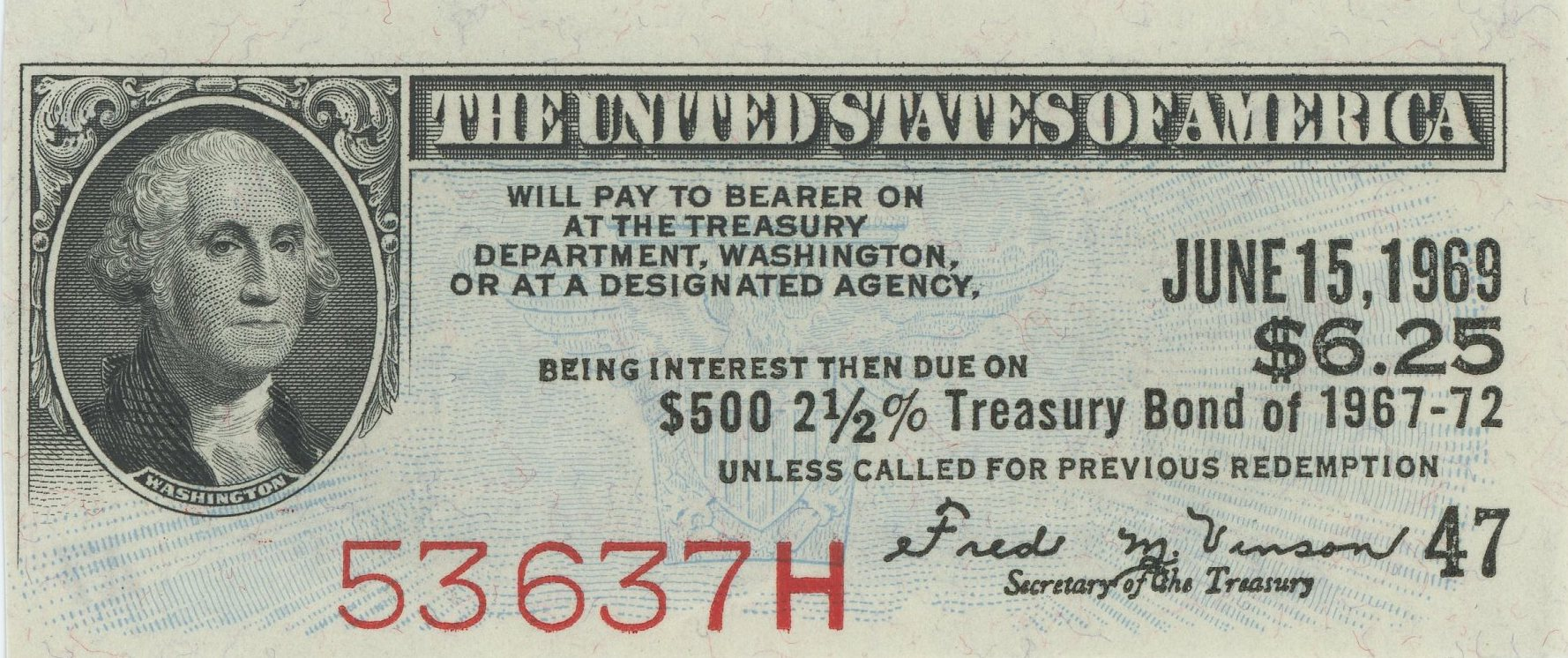
Coupon kho bạc 2.5% $500, 1945

Nguồn gốc của cụm từ "coupon" là khi trong lịch sử, trái phiếu từng được phát hành dưới dạng chứng chỉ tiền vô danh. Việc nắm giữ những chứng chỉ này được xem là bằng chứng về quyền sở hữu. Một vài phiếu lãi đã được in sẵn ở trên chứng chỉ và chỉ được dùng một phiếu cho mỗi lần trả lãi. Vào ngày đáo hạn của trái phiếu, trái chủ sẽ tách tờ phiếu coupon ra và xuất trình để được thanh toán.
Chứng chỉ vô danh còn thường bao gồm một tờ chứng từ gọi là cuống phiếu (talon), khi mà phần phiếu lãi đã được sử dụng hết, phần cuống phiếu này sẽ được tách ra để đổi những phiếu lãi khác.

## Trái phiếu zero-coupon
Không phải trái phiếu nào cũng có phiếu lãi. Trái phiếu zero-coupon không trả theo phiếu lãi và vì vậy có lãi suất coupon bằng 0%. Những trái phiếu như vậy sẽ được trả theo mệnh giá của trái phiếu vào ngày đáo hạn. Thông thường, để bồi thường cho trái chủ do giá trị theo thời gian của tiền, giá của trái phiếu zero-coupon sẽ luôn nhỏ hơn mệnh giá của trái phiếu ở bất kì thời điểm nào trước ngày đáo hạn. Trong suốt cuộc khủng hoảng nợ công của châu Âu, trái phiếu zero-coupon quốc tế chính phủ đã được bán với mức giá cao hơn mệnh giá của nó vì các nhà đầu tư đã tin vào nó như một phương thức đầu tư trú ẩn an toàn. Sự chênh lệch giữa giá và mệnh giá mang lại lợi tức dương cho trái chủ, vì vậy, nó làm cho việc trao đổi trở nên có giá trị.

## Định giá
Từ ngày phát hành đến ngày đáo hạn của trái phiếu (cũng là ngày đổi trái phiếu), giá của trái phiếu được tính dựa trên một số yếu tố, bao gồm:
- Mệnh giá
- Ngày đáo hạn
- Lãi suất coupon và tần suất thanh toán coupon
- Mức độ uy tín của tổ chức phát hành
- Lợi ích so sánh được của các lựa chọn đầu tư